# Sladjana
Sladjana je žensko osebno ime.

## Izvor imena
Ime Sladjana je različica ženskega osebnega imena Slađana.

## Pogostost imena
Po podatkih Statističnega urada Republike Slovenije je bilo na dan 31. decembra 2007 v Sloveniji število ženskih oseb z imenom Sladjana: 99.